# 蘇格蘭民族主義

蘇格蘭國旗

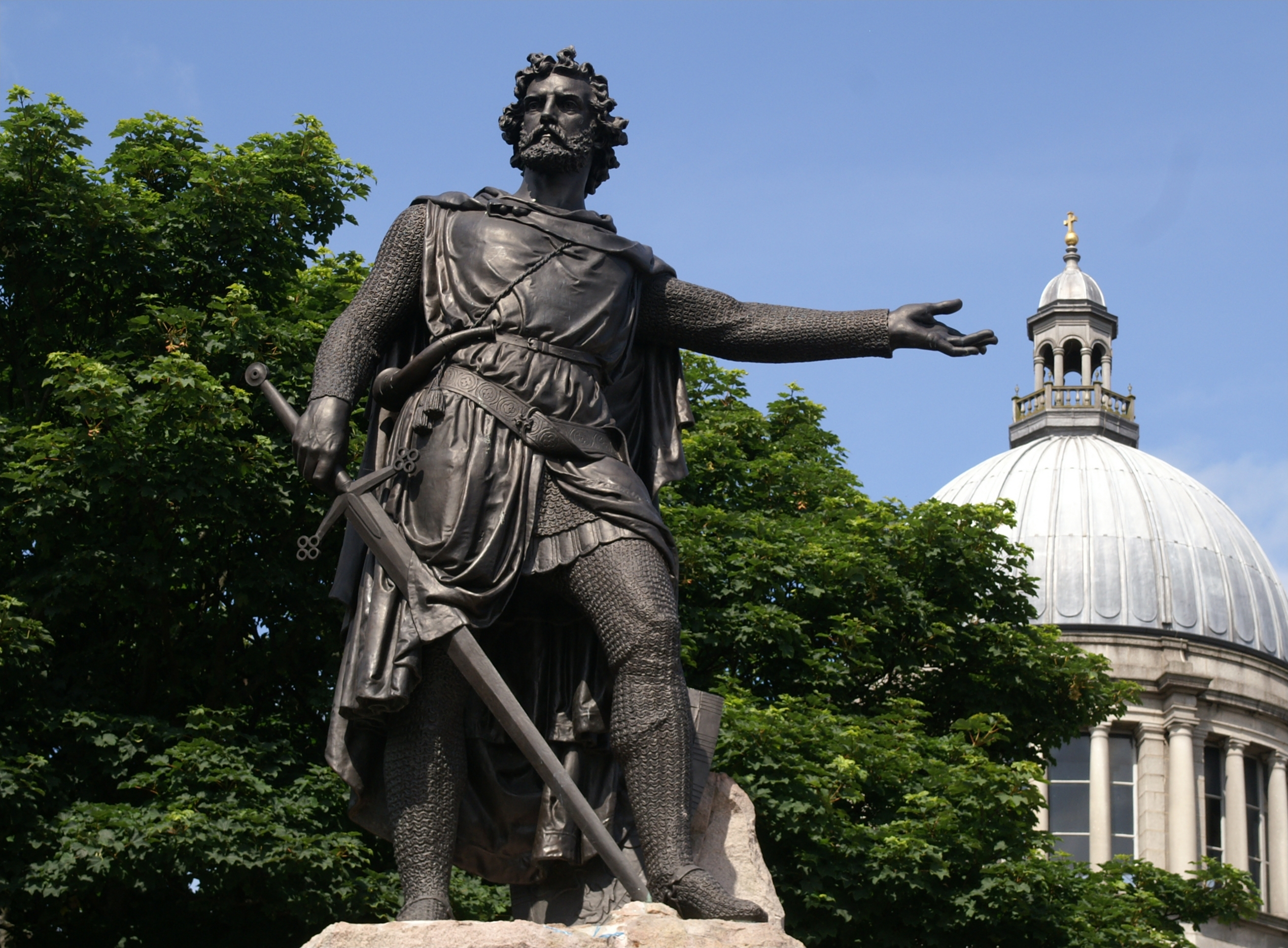
位於亞伯丁的威廉·華勒斯雕像。華勒斯是蘇格蘭獨立戰爭時期蘇格蘭人的主要領袖之一。

蘇格蘭民族主義主張促進蘇格蘭人建立一個具有凝聚力的國家及民族認同，並與蘇格蘭獨立運動及蘇格蘭政府執政黨蘇格蘭民族黨的意識形態緊密相連。蘇格蘭民族主義常被認為較偏向公民民族主義，而非種族民族主義。
1707年，《聯合法令》促使原本各自獨立的蘇格蘭王國及英格蘭王國成為單一的大不列顛王國，但是獨立的法律制度和獨特的蘇格蘭機構仍然存在。
語言上的獨立是20世紀蘇格蘭文藝復興的重要組成部分，與休·麥克迪米德提倡的民族主義推動力息息相關。